# Aktaziki
Aktaziki (ros. Актазики) – wieś (dieriewnia) w Rosji, w Tatarstanie, w rejonie miendielejewskim. W 2010 liczyła 180 mieszkańców, głównie Maryjczyków.